# Luke Bilyk
Luke Barry Bilyk (Toronto, 10 november 1994) is een Canadees acteur.
Bilyk is vooral bekend van de succesvolle Canadese jeugdserie Degrassi. In 2007 had hij zijn eerste rol in Teen Buzz. In 2011 speelde hij een gastrol in de serie Flashpoint als Joe Stanick. Sinds 2010 vertolkt hij de rol van Drew Torres in de Canadese serie Degrassi.

## Filmografie
| Jaar      | Titel                         | Rol            | Opmerking                                |
| --------- | ----------------------------- | -------------- | ---------------------------------------- |
| 2007      | Teen Buzz (The Latest Buzz)   | Tiener         | -                                        |
| 2007      | Little Mosque on the Prairi   | Tiener         | -                                        |
| 2009      | The Jon Dore Show             | Skateboardkind | -                                        |
| 2009      | Gooby                         | Schattig kind  | -                                        |
| 2010      | My Babysitter's a Vampire     | De zoeker      | -                                        |
| 2010-2011 | Degrassi: Minis               | Drew Torres    | -                                        |
| 2011      | Flashpoint                    | Joe Stanick    | Aflevering 8, seizoen 4 'The War Within' |
| 2010-2015 | Degrassi: The Next Generation | Drew Torres    | -                                        |
| 2013      | The Cycle of Broken Grace     | Michael        | Kortfilm                                 |
| 2017      | Kiss and Cry                  | John Servinis  | -                                        |
| 2017      | F*&% the Prom                 | basketjongen   | -                                        |